# Serge Lebovici
Pour les articles homonymes, voir Lebovici.
Serge Lebovici, né le 10 juin 1915 à Paris 17e et mort le 12 août 2000 à Antrenas en Lozère,,, est un psychiatre, professeur de psychiatrie et psychanalyste français.

## Biographie

### Vie privée
Serge Lebovici est né en 1915, aîné de trois enfants dans une famille juive immigrée de Roumanie. Son père Salomon Lebovici est né le 9 juin 1884 à Bârlad, en Roumanie. Il est arrêté par la Gestapo durant la Seconde Guerre mondiale et déporté par le convoi n° 36 en date du 23 septembre 1942 du camp de Drancy à Auschwitz où il est assassiné. Serge Lebovici se cache, avec sa première épouse et sa fille aînée, Marianne Lebovici, née en 1943. En 1953, il a une seconde fille, Élisabeth Lebovici, journaliste à Libération.

### La médecine
Il commence ses études de médecine en 1933, réussit l'internat des hôpitaux en 1938. En 1946, il est nommé assistant dans le service de psychiatrie de Georges Heuyer, à l'hôpital des Enfants malades. Il s'occupe également d'adultes. En 1963, il parraine la création de l'hôpital de jour Santos-Dumont, à Paris. Dans les années 1980, il fonde un service de psychopathologie de l'enfant et de l'adolescent à l'Hôpital Avicenne à Bobigny, et il enseigne au sein de l'UFR Santé, Médecine, Biologie humaine (SMBH) de l'université Paris-XIII, en PCEM1, jusqu'en 2000, l'année de sa mort. Ses derniers travaux l'amènent à développer tout particulièrement la psychopathologie du bébé, la question des interactions précoces entre le bébé et ses partenaires, et celle de la transmission psychique entre les générations.

### Psychanalyse
Après la guerre, Serge Lebovici entreprend une analyse avec Sacha Nacht. Il devient membre de la Société psychanalytique de Paris et en devient directeur (1962-1967). Il préside l'Association psychanalytique internationale de 1973 à 1977. Avec René Diatkine et Évelyne Kestemberg, il met en place en France le « Psychodrame analytique individuel ».
Lebovici s'intéresse particulièrement à la psychanalyse des enfants et contribue à introduire en France la pensée de Melanie Klein et de Donald Winnicott. Il évolue vers un intérêt pour les théorisations de John Bowlby.
Au moment de la scission au sein de la Société psychanalytique de Paris, en 1953, qui conduit au départ des partisans de Jacques Lacan, il se confronte à celui-ci, dont il devient l'« ennemi personnel », et à Françoise Dolto.
Il fut notamment l'analyste de Romain Gary.

### Militantisme politique
Serge Lebovici adhère au parti communiste à la fin de la Seconde Guerre mondiale. En 1949, le Parti communiste français demande à ses membres psychiatres de condamner la psychanalyse, et Serge Lebovici, confronté aux pressions, cède dans un premier temps, ce qui lui vaut les critiques de la Société psychanalytique de Paris. Il quitte pourtant le PCF peu après, au début des années cinquante, lors du procès des « Blouses blanches », qui mettait en accusation les médecins juifs russes.
En 1958, avec Philippe Paumelle et René Diatkine, il crée l'Association de santé mentale du 13e arrondissement de Paris (ASM13), devenue Centre Alfred Binet, introduisant une visée psychanalytique dans la formation d'équipes médico-sociales «de secteur».

## Citations
L'objet est investi avant que d'être perçu puis La mère est investie avant que d'être perçue et c'est ce qui la fait mère.

## Œuvres
- Joyce McDougall et Serge Lebovici (trad. de l'anglais), Dialogue avec Sammy : contribution à l'étude de la psychose infantile, Paris, Payot, 1984, 268 p. (ISBN 2-228-22280-1)
- Serge Lebovici, Philippe Mazet, Penser apprendre - la cognition chez l'enfant les troubles de l'apprentissage la prise en charge colloque de Bobigny 4-5 juin 1987, éd. Eshel
- Serge Lebovici, Françoise Weil-Halpern, Psychopathologie du bébé, éd. Puf, 1989  (ISBN 2-13-042527-5)
- Serge Lebovici, Anne-Marie Alléon, Odile Morvan, Devenir adulte - 2e colloque national sur la post-adolescence 16-17 janvier 1988 Grenoble, éd. Puf, 1990
- Serge Lebovici, Ben S. Bradley, Anne-Marie Erieau, Elisabeth Doisneau-Guéguen, Des Regards sur l'enfance, éd. Eshel, 1991
- Serge Lebovici, Philippe Mazet, Emotions et affects chez le bébé et ses partenaires, éd. Eshel, 1992
- Serge Lebovici, Emile Noël, En l'homme le bébé - Serge Lebovici à la question par Emile Noël, éd. Eshel , 1992
- Serge Lebovici, Marie-France Castarède, L'Enfance retrouvée - une vie en psychanalyse, éd. Flammarion, 1992
- Serge Lebovici, Emile Noël, En l'homme le bébé, éd. Flammarion, 1994
- M. Gabel, Serge Lebovici, P. Mazet, Traumatisme de l'inceste, éd. Puf, 1995
- Serge Lebovici, M.R. Moro, Psychiatrie humanitaire en ex-Yougoslavie face au traumatisme, éd. Puf, 1995
- Serge Lebovici, Michel Soulé, Léon Kreisler, Michel Fain, L'enfant et son corps - Études sur la clinique psychosomatique du premier âge, éd. Puf, 1996,  (ISBN 2-13-040018-3)
- Serge Lebovici, Philippe Mazet, Mort subite du nourrisson - Un deuil impossible ?, éd. Puf, 1996
- Martin Gabel, Serge Lebovici, P. Mazet, Maltraitance psychologie, éd. Fleurus, 1997
- Serge Lebovici, Antoine Guedeney, Interventions psychothérapeutiques parents-jeunes enfants, éd. Masson, 1997
- Dominique Cupa, Serge Lebovici, En famille à l'hôpital le nourrisson et son environnement, éd. Pluriels De Psyche, 1997
- Serge Lebovici, P. Mazet, Psychiatrie périnatale, éd. Puf; 1998
- Serge Lebovici, Stéfan De Schill, A la recherche de l'avenir - un défi pour la psychanalyse et la psychothérapie, éd. Puf, 1999
- Serge Lebovici, L'arbre de vie - éléments de la psychopathologie du bébé, éd. Eres, 1999
- Serge Lebovici, Philippe Mazet, Marceline Gabel, Maltraitance - répétition-évaluation, éd. Fleurus
- Rose Gaetner, Serge Lebovici, Bertrand Samuel-Lajeunesse, De l'imitation à la création - Les activités artistiques dans le traitement des psychoses et de l'autisme, éd. Puf, 2000
- Marc Gayda, Serge Lebovici, Les causes de l'autisme et leurs traitements, éd. L'Harmattan, 2000
- Joyce McDougall, Serge Lebovici, Jean Fanchette, Donald Winnicott, Dialogue avec Sammy - Contribution à l'étude de la psychose infantile, éd. Payot, 2001
- Margaret Mahler, Pierre Léonard, Josette Léonard, Serge Lebovici, Psychose infantile - Symbiose humaine et individuation, éd. Payot, 2001
- Kati Varga, Serge Lebovici, L'adolescent violent et sa famille - Psychothérapie des liens de dépendance, éd. Payot, 2002
- Marc Gayda, Serge Lebovici, L'enfant polyhandicapé et son milieu, éd. L'Harmattan, 2002
- Serge Lebovici, Le bébé, le psychanalyste et la métaphore, éd. Odile Jacob, 2002  (ISBN 2-7381-1047-9)
- Serge Lebovici, Michel Soulé, La connaissance de l'enfant par la psychanalyse, éd. Puf, 2003  (ISBN 2-13-053224-1)
- Serge Lebovici, Serge Stoléru, Le nourrisson, sa mère et le psychanalyste - Les interactions précoces, éd. Bayard Culture, 2003  (ISBN 2-227-47187-5)
- Serge Lebovici, René Diatkine, Michel Soulé, Nouveau traité de psychiatrie de l'enfant et de l'adolescent (4 volumes), éd. Puf, 2004  (ISBN 2-13-054557-2)
- Préface : La psychanalyse précoce : Le processus analytique chez l'enfant, de René Diatkine et Janine Simon, Ed. PUF-Quadrige, 2005  (ISBN 2-13-055100-9)